# Finnegan Oldfield
Pour les articles homonymes, voir Oldfield.
Finnegan Oldfield est un acteur franco-britannique, né le 10 janvier 1991 à Paris.
Il est notamment nommé, en 2016, au César du meilleur espoir masculin pour Les Cowboys, ainsi qu'en 2018, pour Marvin ou la Belle Éducation.

## Biographie
Finnegan Oldfield naît le 10 janvier 1991 dans le 19e arrondissement de Paris. Sa mère, institutrice, est française et son père britannique.
En 2005, à quatorze ans, il obtient le premier rôle dans le téléfilm L'Île Atlantique de Gérard Mordillat.
Il arrête l'école en 4e, à l'âge de quinze ans,.

## Filmographie

### Cinéma

#### Longs métrages
- 2008 : Les Hauts Murs de Christian Faure : le bégayeux
- 2011 : Poupoupidou de Gérald Hustache-Mathieu : Richi
- 2011 : Mineurs 27 de Tristan Aurouet : Stanislas Casarelli
- 2013 : La Marche de Nabil Ben Yadir : l'animateur de Radio Cimade
- 2014 : Week-ends d'Anne Villacèque : Erwan
- 2014 : Geronimo de Tony Gatlif : Nikis Scorpion
- 2014 : À toute épreuve d'Antoine Blossier : Lebars
- 2014 : Lili Rose de Bruno Ballouard : le pompiste
- 2015 : Ni le ciel ni la terre de Clément Cogitore : Patrick Mercier
- 2015 : Les Cowboys de Thomas Bidegain : Kid
- 2016 : Bang Gang (une histoire d'amour moderne) d'Eva Husson : Alex
- 2016 : Nocturama de Bertrand Bonello : David
- 2016 : Réparer les vivants de Katell Quillévéré : Maxime
- 2016 : Une vie de Stéphane Brizé : Paul
- 2017 : La Promesse de l'aube d'Éric Barbier : Arnaud Langer
- 2017 : Marvin ou la Belle Éducation d'Anne Fontaine : Marvin / Martin
- 2018 : Le Poulain de Mathieu Sapin : Arnaud Jaurès
- 2019 : Exfiltrés d'Emmanuel Hamon : Gabriel
- 2019 : Selfie de Thomas Bidegain, Marc Fitoussi, Tristan Aurouet, Cyril Gelblat et Vianney Lebasque : Florian
- 2020 : La Terre des hommes de Naël Marandin : Bruno Chapuis
- 2020 : Gagarine de Fanny Liatard et Jerémy Trouilh : Dali
- 2022 : Coupez ! de Michel Hazanavicius : Raphaël
- 2022 : Reprise en main de Gilles Perret : Frédéric
- 2022 : Corsage de Marie Kreutzer : Louis Le Prince
- 2023 : Paula d'Angela Ottobah : le père
- 2023 : L'Arche de Noé de Bryan Marciano : Alex
- 2023 : Vermines de Sébastien Vaniček : Jordy
- 2024 : Fario de Lucie Prost : Léo
- 2024 : Brûle le sang d'Akaki Popkhadze : Marco
- 2025 : Alpha de Julia Ducournau
- 2025 : Melpomene de Charlotte Dauphin

#### Courts métrages
- 2011 : Johnny de Bruno Ballouard : Johnny
- 2012 : Ce n'est pas un film de cow-boys de Benjamin Parent : Vincent
- 2013 : Le Quepa sur la vilni ! de Yann Le Quellec : Tarzan
- 2013 : Désolée pour hier soir de Hortense Gelinet : Jérémy
- 2013 : Trucs de gosse d'Émilie Noblet : Matthieu
- 2014 : La Traversée de Thibaut Wohlfahrt : Lucas
- 2014 : Panda d'Anthony Lapia : Issa
- 2014 : La Grenouille et Dieu d'Alice Furtado
- 2014 : Mademoiselle de Guillaume Gouix : le jeune homme en boîte
- 2014 : Ce monde ancien d'Idir Serghine : Vincent
- 2018 : Cross d'Idir Serghine : Mokrane
- 2020 : Aquariens d'Alice Barsby : le fils
- 2021 : Sauce à part de Yoann Zimmer
- 2022 : Scred TBM de Kevin Le Dortz : Gabriel
- 2023 : Stranger de Jehnny Beth et Iris Chassaigne
- 2023 : Désolé pour hier soir de Hortense Gélinet : Jonathan
- 2024 : Mort d'un acteur d'Ambroise Rateau

### Télévision

#### Téléfilms
- 2005 : L'Île Atlantique de Gérard Mordillat : Jean-Baptiste Seignelet
- 2011 : La Mer à l'aube de Volker Schlöndorff : Gilbert Brustlein
- 2014 : Ceux qui dansent sur la tête de Magaly Richard-Serrano : Frenzy

#### Séries télévisées
- 2005 : PJ : Lionel (saison 9, épisode 8 : En petits morceaux)
- 2007 : La Commune : François Lazare
- 2010 : Engrenages : Dylan (saison 3)
- 2014 : Braquo : le jeune braqueur (saison 3, épisode 3 Odessa)
- 2020 : Amour fou : Mickaël (mini-série)
- 2020 : Das Boot : Père Étienne
- 2021 : Disparu à jamais : Guillaume Lucchesi (mini-série)

### Autres participations
- 2018 : Lundi de Sofiane, clip : le jeune travailleur
- 2020 : Air, moyen métrage de 30 minutes, composé de huit chansons de Jeanne Added, et sorti en juillet 2020 sur Youtube
- 2022 : Breathtaking de Thom Draft, clip réalisé par Valentin Guiod

## Distinctions

### Récompenses
- Festival international du court métrage de Clermont-Ferrand 2013 : Prix Adami d'interprétation masculine pour Ce n'est pas un film de cow-boys
- Festival de la fiction TV de La Rochelle 2014 : prix jeune espoir masculin pour Ceux qui dansent sur la tête[4]
- Festival Jean Carmet des seconds rôles 2015 : pour Ni le ciel ni la terre
  - Prix du jury
  - Meilleur second rôle masculin

### Nominations
- César 2016 : meilleur espoir masculin pour Les Cowboys
- Lumières 2017 : révélation masculine pour Bang Gang
- César 2018 : meilleur espoir masculin pour Marvin ou la Belle Éducation
- Lumières 2018 : révélation masculine pour Marvin ou la belle éducation

### Jurys de festival
- 2018 : Jury du Festival européen du court métrage de Bordeaux
- 2020 : Jury du Festival international du film de Mons